# Hendrik Ø
Hendrik Ø är en ö i Avanaarsua på Grönland. Dess yta är 583 km2. Den hade inga invånare år 2005.